# Mosaic (2007)
Mosaic (br: Mosaico) é uma animação de super herói sobre um novo personagem criado por Stan Lee. É uma produção lançada diretamente para o dvd em 9 de janeiro de 2007 e teve sua estreia na TV em 10 de março de 2007 no Cartoon Network's Toonami. Saiu sob o famoso título "Stan Lee Presents", distribuído pelas POW Entertainment e Anchor Bay Entertainment. A história é do próprio Stan Lee, com o roteiro do escritor de X-Men Scott Lobdell. Quem assina a direção é Roy Allen Smith e a edição, Shawn Logue.

## Enredo
Mosaico conta a história de uma jovem aspirante atriz chamada Maggie Nelson que adquiriu poderes quais os de um camaleão após a combinação da exposição a uma tempestade elétrica e uma runa mágica. Seus poderes são semelhantes aos de uma antiga e secreta raça antiga chamada Chameliel, que é capaz de camuflar-se no meio ambiente e de assumir variadas formas. Maggie e o Chamelial chamado Mosaico (Mosaic) devem lutar contra outro Chameliel chamado Manequim que pretende adquirir o poder de sua falecida esposa e governar o mundo.
Eles vão de New York, ao Polo Norte, passando por Roma, a fim de tentar deter Manequim (Manikin) de roubar as preciosas pedras Chameleon e sacrificar o pai de Maggie, o agente da Interpol Nelson em uma cerimônia que proporconará a ele o poder de um deus. Durante a batalha é revelado que Mosaico é o filho de Manequim que voluntariamente resolveu ir atrás dele e detê-lo. No final, ambos caem de um precipício gelado e não mais retornam. Maggie se esconde a bordo de um helicóptero da Interpol que pousa para resgatar seu pai, e acaba ouvindo que ele jamais descansaria enquanto não destruísse todos os Chameliel, porque os considera perigosos e uma ameaça à humanidade (e, portanto, nesse aspecto inclui-se a sua própria filha). Ao retornar para casa, ela faz um voto de encontrar as pedras  Chameleon remanescentes e auto intitula-se de Mosaico.

## Recepção
A animação teve crítica mista por parte dos espectadores. No Rotten alcançou uma média de 49% entre os usuários. No site eFilm Critic, David Cornelius descreveu o filme como "rápido e agradável", sugerindo que Lee "está indo para algum lugar bom com esta nova linha de filmes". Por outro lado, David Pollock, do The List, retratou o filme como "entediante".

## Elenco
- Anna Paquin - Maggie Nelson
- Kirby Morrow - Mosaico
- Cam Clarke - Stephan/ capitão italiano
- Ron Halder - Manequim
- Gary Chalk - Nathan Nelson
- Nicole Oliver - Agent Newell
- Jim Ward - Guia Turístico/ Detetive Belligerent
- Kathleen Barr - Facade/ Sra. Nottenmyer
- Scott McNeil - Sr. Bullwraith/ governante
- Stan Lee - Stanley, segurança da Interpol